# Red, Hot and Heavy
Red, Hot and Heavy – debiutancki album studyjny duńskiego zespołu muzycznego Pretty Maids. Został wydany nakładem CBS w październiku 1984 roku. Za jego produkcje odpowiadają Billy Cross i Tommy Hansen.

## Lista utworów
1. „Fortuna Imperatrix Mundi (Carmina Burana)” – 0:23
2. „Back to Back” – 3:35
3. „Red, Hot and Heavy” – 3:59
4. „Waitin' For the Time” – 4:46
5. „Cold Killer” – 4:43
6. „Battle of Pride” – 3:15
7. „Night Danger” – 3:52
8. „A Place in the Night” – 3:59
9. „Queen of Dreams” – 4:45
10. „Little Darling” – 3:00

## Twórcy
Pretty Maids w składzie
- Ronnie Atkins – śpiew
- Ken Hammer – gitara, gitara akustyczna
- Pete Collins – gitara
- John Darrow – gitara basowa
- Phil Moorhead – perkusja
- Alan Owen – instrumenty klawiszowe

Gościnnie/Personel
- Billy Cross – produkcja, miksowanie, gitara prowadząca (utwory: 8, 10)
- Tommy Hansen – produkcja, miksowanie, organy (utwór 10)
- Preben Kirkholt – zdjęcia
- Knud Lindhardt – wokal wspierający (utwory: 4, 5, 8, 10)